# Jelah
Jelah är en ort i Bosnien och Hercegovina.   Den ligger i entiteten Federationen Bosnien och Hercegovina, i den centrala delen av landet, 90 km norr om huvudstaden Sarajevo. Jelah ligger 184 meter över havet och antalet invånare är 5 291.
Terrängen runt Jelah är kuperad söderut, men norrut är den platt. Jelah ligger nere i en dal.Närmaste större samhälle är Doboj, 13,3 km nordost om Jelah. 
Omgivningarna runt Jelah är en mosaik av jordbruksmark och naturlig växtlighet. Runt Jelah är det ganska tätbefolkat, med 78 invånare per kvadratkilometer.